# Laroquebrou (tổng)
Tổng Laroquebrou là một tổng thuộc tỉnh Cantal trong vùng Auvergne-Rhône-Alpes.

## Địa lý
Tổng này được tổ chức xung quanh Laroquebrou ở quận Aurillac. Độ cao khu vực này dao động từ 280 m (Rouffiac) đến 747 m (Glénat) với độ cao trung bình 580 m.

## Hành chính
| Giai đoạn | Ủy viên           | Đảng | Tư cách                |
| --------- | ----------------- | ---- | ---------------------- |
| 2001-2008 | Christian Meiniel | RPR  | Thị trưởng Laroquebrou |
| 2008-2014 | Michel Cabanes    | DVG  |                        |

## Các đơn vị trực thuộc
Tổng Laroquebrou gồm 14 xã với dân số 4 392 người (điều tra dân số năm 1999, dân số không tính trùng)
| Xã                     | Dân số | Mã bưu chính | Mã insee |
| ---------------------- | ------ | ------------ | -------- |
| Arnac                  | 173    | 15150        | 15011    |
| Ayrens                 | 494    | 15250        | 15016    |
| Cros-de-Montvert       | 225    | 15150        | 15057    |
| Glénat                 | 223    | 15150        | 15076    |
| Lacapelle-Viescamp     | 434    | 15150        | 15088    |
| Laroquebrou            | 1 080  | 15150        | 15094    |
| Montvert               | 115    | 15150        | 15135    |
| Nieudan                | 105    | 15150        | 15143    |
| Rouffiac               | 237    | 15150        | 15165    |
| Saint-Étienne-Cantalès | 157    | 15150        | 15182    |
| Saint-Gérons           | 177    | 15150        | 15189    |
| Saint-Santin-Cantalès  | 316    | 15150        | 15211    |
| Saint-Victor           | 127    | 15150        | 15217    |
| Siran                  | 529    | 15150        | 15228    |

## Biến động dân số
| 1962                                                     | 1968  | 1975  | 1982  | 1990  | 1999  |
| -------------------------------------------------------- | ----- | ----- | ----- | ----- | ----- |
| 5 214                                                    | 5 712 | 4 862 | 4 750 | 4 663 | 4 392 |
| Nombre retenu à partir de 1962 : dân số không tính trùng |       |       |       |       |       |